# Alain St Ange
Alain St Ange (La Digue, 24 de octubre de 1954) es un político seychellense que ejerció como ministro de Turismo y Cultura de Seychelles entre 2012 y 2016. Fue miembro del Partido Popular, gobernante del país entre 1977 y 2020, del cual se separó para fundar el partido Una Seychelles (One Seychelles) por el que fue candidato presidencial en las elecciones de 2020, sin éxito.

## Trayectoria
St Ange trabajó en el negocio del turismo desde 2009. Fue nombrado Director de Marketing por el presidente James Michel (2004-2016). Después de un año de servicio, fue ascendido a director ejecutivo de la Junta de Turismo de Seychelles. En 2012 se formó la Organización regional de las Islas Vanilla del Océano Índico y St Ange fue nombrado primer presidente de la organización. En una reorganización del gabinete de 2012 , St Ange fue nombrado ministro de Turismo y Cultura. En octubre de 2016, el recién asumido presidente Danny Faure le dio más responsabilidades cuando fue designado ministro de Turismo, Aviación Civil, Puertos y Marina. Sin embargo, dimitió del cargo el 28 de diciembre para contender para el cargo de Secretario General de la Organización Mundial del Turismo, aunque retiró su candidatura el 9 de mayo de 2017 después de que la Unión Africana resolviera apoyar a Walter Mzembi, postulante de Zimbabue. St Ange preside el partido político Una Seychelles.